# 李弘稙
李 弘稙（イ・ホンジク、1909年 - 1970年）は、韓国の歴史学者。朝鮮古代史を専攻。本貫は韓山李氏。

## 人物
号は南雲。京畿道利川市出身。幼少時に日本に移住する。1931年、浦和高等学校卒業。1935年、東京帝国大学文学部卒業。1936年に帰国。帰国後は李王職に在職していた。
解放後は延禧専門学校講師、明倫専門学校講師、国立中央博物館課長（1945年 - 1951年）。1953年、延禧大学（延世大学）教授。1958年、高麗大学教授。学外では、国史編纂委員会委員、国宝古蹟名勝天然記念物保存会副委員、文化財委員会委員長、大韓民国学術院委員など。
史料批判を重視した実証的な高水準の研究により、韓国の歴史学の発展に大きく寄与した。朝鮮古代史と関連する考古学、民俗学、美術史、東アジア古代史にも大きな業績を残した。また、大学では多くの後進を育成した。